# Cefoperazone/sulbactam
Cefoperazon / sulbactam là thuốc kết hợp dùng làm kháng sinh. Nó có hiệu quả để điều trị nhiễm trùng đường tiết niệu. Nó chứa cefoperazon, một loại kháng sinh beta-Lactam và sulbactam, một chất ức chế beta-Lactamase, giúp ngăn ngừa vi khuẩn phá vỡ cefoperazon.